# Richard Branson
Sir Richard Charles Nicholas Branson (London, 1950. július 18. –) brit üzletember, milliárdos, filantróp. Ő alapította a Virgin Group multinacionális vállalatot, amely ma már több, mint 400 céget irányít, és több, mint 60 ezer embert foglalkoztat. 2000-ben Károly walesi herceg üzleti érdemei elismeréseként nemesi rangra emelte. Extrém sportolóként több világrekordot is felállított.

## Életpályája
1950. július 18-án született Londonban egy kevésbé tehetős család tagjaként. Édesapja jogot végzett, ám családját nehéz körülmények között tartotta el.
Az ifjú Charles diszlexiával küszködött, iskolai tanulmányaiban nem jeleskedett. Ennek ellenére nagyon ambiciózus volt, még mielőtt letette volna az érettségit, alapított egy iskolai újságot, amelynek a Student nevet adta. Ez az újság riválisa lett az iskolában működő Sztoikus nevű lapnak, mivel Branson más iskolákat is bevont a folyóirat szerkesztésébe. Ötleteit folyamatosan jegyzetelte, ezt a szokását felnőtt korára is megőrizte. Az újság működtetése közben sikeres kapcsolatokat teremtett, mind a politika, mind a kereskedelem területén.
1970-ben húsz éves korában belevágott első üzletébe, megalapított egy hanglemezekkel kereskedő csomagküldő szolgálatot. 1972-ben megnyitotta lemezüzlet-hálózatát Virgin Records néven, amely később a Virgin Megastores nevet kapta.
Üzleti vállalkozása az 1980-as években gyorsan felfutott; felállította a Virgin Atlantic légitársaságot (1984), és kibővítette a Virgin Records lemezkiadóját is, amelyhez neves előadók csatlakoztak.
1999-ben megalapította a Virgin Mobile telekommunikációs céget. 2004-ben létrehozta a Virgin Galactic nevű űrhajózási vállalatát, amely a SpaceShipOne, majd a SpaceShipTwo-projektről lett ismert.

## Könyvei

### Magyarul
- A Virgin-sztori. Önéletrajz; ford. Sárossy Beck Anita; TranzPress Könyvek, Bp., 2012
- A Virgin-módszer. Minden, amit a vezetésről tudok; ford. Dankó Zsolt; HVG könyvek, Bp., 2016 ISBN 9789633043332

Attól, hogy valaki főnök, még nem lesz vezető.

### Angolul
- Losing My Virginity: How I've Survived, Had Fun, and Made a Fortune Doing Business My Way. Virgin Books (1998). ISBN 978-0-7535-1955-4
- Screw It, Let's Do It. Virgin Books (2006). ISBN 978-0-7535-1149-7
- Let's Not Screw It, Let's Just Do it: New Lessons for the Future. Random House Australia (2007). ISBN 978-1-7416-6688-5
- Business Stripped Bare. Virgin Books (2008). ISBN 978-0-7535-1503-7
- Arctic Diary: Surviving on Thin Ice. Virgin Books (2008). ISBN 978-0-7535-1536-5
- Reach for the Skies: Ballooning, Birdmen and Blasting into Space. Virgin Books (2010). ISBN 978-1-905264-91-9
- Globalisation Laid Bare: Lessons in International Business. Gibson Square Books (2010). ISBN 978-1-90614-272-8
- Screw Business as Usual. Portfolio/Penguin (2011). ISBN 978-1-59184-434-1
- Like a Virgin: Secrets They Won't Teach You at Business School. Virgin Books (2013). ISBN 978-0-75351-992-9
- The Virgin Way: How to Listen, Learn, Laugh and Lead. Virgin Books (2014). ISBN 978-1-90526-490-2
- Finding My Virginity. Ebury Publishing (2017). ISBN 978-0-75355-108-0